# كاريل سابينا
كاريل سابينا (بالتشيكية: Karel Sabina) هو كاتب مسرحي ومترجم وفيلسوف وصحفي وكاتب وشاعر تشيكي، ولد في 29 ديسمبر 1813 في براغ في التشيك، وتوفي بنفس المكان في 8 نوفمبر 1877.

## وصلات خارجية
- كاريل سابينا على موقع IMDb (الإنجليزية)
- كاريل سابينا على موقع ميوزك برينز (الإنجليزية)
- كاريل سابينا على موقع ديسكوغز (الإنجليزية)
- كاريل سابينا على موقع قاعدة بيانات الفيلم (الإنجليزية)